# Будика
Будика је била краљица Ицена и других бритских племена. Предводила је побуну против римских завојевача у Британији 60. и 61. године у доба владавине цара Нерона, у којој је убијено 70.000 Римљана. Међутим, побуна је ипак сломљена, а Будика је извршила самоубиство. Ове догађаје описују два историчара, Тацит у својим Аналима и Животу Јулија Агриколе и Дион Касије у својој Историји Рима. Њен муж, Прасутаг, иценски краљ који је владао као независни савезник Рима, у свом тестаменту оставио је своју краљевину заједно својим кћеркама римском цару, али кад је умро, његов тестамент је био игнорисан, вероватно зато што Римљани, за разлику од Брита, нису признавали женску децу за наследнике. Краљевство је анектирано и освојено, Будику су избичевали а њене кћерке силовали. Касијус Дио објашњава Будикин одговор рекавши да су претходне империјалне донације утицајним Британцима биле заплењене и да је римски финансијер и филозоф Сенека позвао зајмове које је принудио невољним келтским Британцима.
Године 60. или 61, док је римски гувернер, Гај Светоније Паулин, водио рат на острву Англси у северном Велсу, Будика је повела Ицене, Триновате и друга племена у побуну против Римљана. Уништили су Камулодунум (данас Колчестер), који је раније био престоница Триновата, али сад римска колонија у коју су слани отпуштени римски војници. Такође је био и место храма деификованог бившег цара Клаудија, који је изграђен и одржаван на рачун локалног становништва.
Када је чуо за устанак, Светоније Паулин је пожурио у Лондинијум (данас Лондон), трговачко месташце које није имало ни двадесет година, и које је било следећа мета устаника. Међутим, убрзо је схватио да нема довољно људи да би га одбранио, тако да га је евакуисао и напустио. Лондинијум је спаљен и срушен до темеља, исто као и Веруламијум (данас Сент Олбанс). Процењено је да је око 70—80.000 људи побијено у та три града. Светоније Паулин је у међувремену, регруписао своје снаге у Вест Мидланду и иако је имао неупоредиво мање војника, победио је Будику у бици код Ватлинг Стрита. Криза која је тад настала навела је цара Нерона да почне да размишља о евентуалном повлачењу и напуштању Британских острва, али Светонијева победа над Будиком је обезбедила даљу контролу Римског царства над провинцијом. Будика се тада или убила да би избегла заробљавање (према Тациту), или умрла од болести (према Касију Дију).
Историја ових догађаја коју су забележили Тацит и Дион Касије, била је извучена из заборава у доба ренесансе када је дошло до оживљавања легенде у току викторијанског доба, кад је краљица Викторија поистовећивана с Будиком.  Од тада па до данас, Будика је постала важан културни симбол Уједињеног Краљевства и његовог каснијег одолевања освајачима са европског континента. Будика остаје важан културни симбол у Велсу и њена мермерна статуа стоји у Градској кући Кардифа. Сматра се једном од највећих људи Велса и неки су је навели као хероину Келта из Велса.

## Име
Будика је позната по неколико верзија њеног имена. У 16. веку, Рафаел Холиншед ју је називао Voadicia, док ју је Едмунд Спенсер називао Bunduca, чија је варијација коришћена у популарној јакобинској драми Bonduca из 1612. године. У 18. веку песма Вилијама Купера Boadicea, an ode (1782) популаризује алтернативну верзију имена.
Њено име је написано као Boudicca у најпотпунијим Тацитовим рукописима, за које је истраживањем језика Келта такође доказано да је погрешно написано додатком другог 'c.' Тацитова грешка је копирана и почеле су да се појављују даље варијације њеног имена. Заједно са другим 'c' који је постало 'e', 'a' се појавило уместо 'u', што је произвело средњовековни (и најчешћи) правопис 'Boadicea'.
Као оличење историје Касија Диона на грчком, она је била Βουδουικα, Βουνδουικα, и Βοδουικα.
Кенет Џексон закључује, на основу каснијег развоја на велшком (Buddug) и ирском (Buaidheach), да име потиче од протокелтског придева женског рода *boudīkā 'победоносни', који је заузврат изведен од келтске речи *boudā 'победа' (уп. ирски bua (класични ирски buadh) 'победа', шкотски гелски buaidheach 'победнички; ефикасан', велшки buddug, buddugol 'победнички', buddugoliaeth 'победа'), и да је исправно написано име на заједничком бритонском (британски келтски језик) је Boudica. Џексон објашњава: 
„Филолошка чињеница је да је име морало бити Будика, изговарано фонетском терминологијом /boudi:ka:/ или, мање технички речено, у 'енглеском' правопису то би било Bowdeekah, где ow значи дифтонг виђен у нпр. фрази 'везати лук' или 'лук и стрела', а наглашени слог је dee, са дугим самогласником, а финално a биће такође дуго.”— Kenneth Jackson (1979)
Галска верзија њеног имена је посведочена у натписима као Boudiga у Бордоу, Boudica у Лузитанији, и Bodicca у Алжиру.
Џон Рис сугерише да би латинско име које се највише може упоредити, само у значењу, било „Викторина“. Алтернативно, Грахам Вебстер тврди да се име може директно превести као „Викторија“.